# Need for Speed: Carbon
Need for Speed: Carbon ( Need for Speed: Carbono en Español ) es un videojuego de carreras desarrollado por EA Black Box y publicado por Electronic Arts. Es la décima entrega de la saga de videojuegos Need for Speed. Fue mostrado por primera vez en la conferencia de Sony durante el E3 de 2006. Es el primer juego de NFS que es lanzado para PlayStation 3 y Wii y presenta un énfasis marcado en las carreras ilegales nocturnas. El videojuego presenta a la actriz y modelo Emmanuelle Vaugier como su modelo.
La trama del juego se desarrolla después de los eventos del Need for Speed: Most Wanted muestra a los jugadores realizando carreras callejeras ilegales dentro de la ciudad ficticia de Palmont City. La historia se centra en el personaje del jugador tomando el control de la ciudad de varias bandas de carreras callejeras.
Asimismo, se desarrolló un port para PSP, DS, GBA y Zeebo, denominado Need for Speed Carbon: Own the City, el cual tiene una trama distinta y se sitúa en otra ciudad denominada Coastal City. También es uno de los videojuegos arcade lanzados a nivel mundial pero con limitaciones en cuanto a su historia.

## Argumento

### Ambientación
Carbon tiene lugar en la ciudad ficticia de Palmont (la cual está inspirada en multiples ciudades de la costa oeste y el Gran Cañón de los EE. UU.), que abarca cuatro distritos unidos por una carretera central y vialidades públicas;
- Kempton, la zona antigua e industrial de Palmont.
- El Centro, que alberga los edificios gubernamentales metropolitanos y financieros de la ciudad, una gran variedad de negocios, y un parque de Golf.
- Fortuna, la cual es la principal zona residencial de la ciudad.
- Silverton, que funciona como zona de lujo, rodeada de casinos, hoteles de lujo, y una zona residencial de clase alta.

La ciudad también está rodeada por tres cañones conocidos como Este, Oeste y Carbón, que tienen su propio trazado de ruta, pero que no están conectados de forma directa con Palmont por medio del mapa. En la historia del juego, que tiene lugar durante un período fijo de la noche, el jugador no puede acceder a Silverton hasta que haya progresado en el modo carrera y solo puede acceder a las rutas del cañón durante eventos de Drifting, Sprints especiales, y más importante, Canyon Battles (Batallas de cañón), que funcionan como combates contra el jefe. Los eventos de sprint en el cañón son solo carreras cuesta abajo, pero en los modos de drifting y canyon battle, se puede perder si el jugador cae al precipicio a base de estrellarse y romper los guardaraíles en las curvas del circuito.

### Historia
La historia de NFS Carbon toma lugar un tiempo indeterminado después de los sucesos de Need For Speed: Most Wanted, y es considerado una secuela directa.
Bajo esta premisa, el jugador vuelve a tomar el rol del protagonista de Most Wanted; personaje que tras perder su BMW M3 GTR a manos de un piloto apodado Razor en una carrera manipulada, causó una serie de destrozos graves en la Ciudad de Rockport que culminaron con la recuperación del BMW en una carrera de revancha. Tras esto, y una persecución que se salió de control, el piloto (el jugador) logró darse a la fuga y huir de Rockport, ahora como un sujeto en la lista de los 10 Más Buscados de EE. UU. (en el equivalente de NFS al FBI), y que ahora se encamina a la Ciudad de Palmont City tratando de arreglar problemas del pasado.

#### Trasfondo
La historia de NFS Carbon inicia con un flashback a una fecha no determinada, pero que se puede asumir que es algunos años antes de los sucesos del juego. Todo esto, mientras el protagonista está al volante del BMW M3 GTR que perdió y recuperó en Rockport tiempo atrás, ahora en uno de los cañones de Palmont City a poca distancia de llegar a la ciudad.
En dicha retrospectiva, se muestra que el jugador, un corredor que resultaba ser originario de Palmont City, recibe las llaves de un Toyota Supra Mk4, que pertenece a Darius, un amigo del protagonista, y que fue preparado mecánicamente por Nikki, alguien extremadamente cercano del protagonista, para una carrera cuyo premio es una fuerte suma de dinero no especificada en efectivo dentro de una maleta.
En dicha carrera, participan otros 3 pilotos:  Kenji, al volante de un Mazda RX-7 de tercera generación, Angie, piloto de un Dodge Charger R/T 1969 y Wolf, a bordo de un Aston Martin DB9. Dichos pilotos son lideres de las bandas 21st Street, Bushido, y T.F.K. (The Fortuna Kings) respectivamente, dichas bandas operan a efectos prácticos como equipos de carreras, aunque de forma ilegal en las calles.
Dicha carera, que se tornó algo violenta y extremadamente reñida, fue detenida de forma abrupta justo antes de la linea de meta, ya que un equipo SWAT de la Policia de Palmont, realizó una emboscada a los corredores, inhabilitando los automóviles con un pulso electromagnético exceptuando al Supra del protagonista, que logró ganar la carrera mientras la policía llegaba al lugar, arrestando a todos los involucrados en la carrera, pilotos, y espectadores por igual. En la confusión, Nikki logra entregarle el premio de la carrera al protagonista en una maleta justo antes de ser arrestada por un policía de la PPD.
Al huir del lugar, el protagonista descubre que este el supuesto premio resultaron ser lo que parecen ser los folletos de una tienda, y posteriormente es informado por Darius que dada la situación con los lideres de las bandas siendo arrestados, así como la Policia de Palmont habiendo dejado escapar a uno de los competidores de aquella carrera ilegal, todos le han puesto una recompensa a la cabeza del protagonista, con Darius dandole el Supra, advirtiendole que debe escapar de Palmont cuanto antes.
Es entonces donde el termina el flashback, con el protagonista huyendo de Palmont City para no volver.

#### Actualidad (historia principal del juego)
Una vez terminado el flashback, se muestra al jugador a bordo del M3 GTR, que de forma insospechada es perseguido por Jonathan Cross; Ex-Sargento de la Unidad de Carreras Callejeras de la Policia de Rockport, quien debido a los sucesos de la persecución final en Most Wanted, ha perdido su trabajo y ahora vive como un cazarecompensas mercenario, buscando venganza contra aquel corredor que básicamente destruyó Rockport, y que ahora está al volante de un Corvette C6 Z06 civil, en vez de su C6.R de sus días como policía.
Al darle alcance y chocarlo por detrás en medio del cañón Carbon, el protagonista trata de huir cuesta abajo, escape que es interrumpido por unas obras en medio de la vialidad. Al tratar de forzar su paso en medio de las construcciones, el paso del BMW es cortado por un camión semirremolque con carga atravesado en la vía. El jugador apenas logra evitar un choque frontal, pero en el proceso, suelta la carga del remolque y daña de forma grave el M3. En eso, el Corvette de Cross lo bloquea, dejando al BMW inmovil y atrapado.
Cuando el protagonista intentar huir del M3, Cross lo acorrala cerrandola la puerta, mencionandole que va siendo hora de ajustar cuentas por lo sucedido en Rockport. En ello, llega un grupo de 3 autos, liderados por un Audi Le Mans Quattro, que resulta ser de Darius, ahora lider de una banda que controla el distrito de Silverton, lugar donde el cañón se encuentra. Darius confronta a Cross por "cazar recompensas en su territorio", diciendo que el piloto de aquel BMW destrozado es de afuera, y que debe ser sacado de Palmont cuanto antes. Darius reconoce al protagonista, mencionandole que le debe una fuerte suma de dinero por lo sucedido en aquella carrera años atrás, pero salvandolo de Cross al pagarle en efectivo la recompensa que tendría ante las autoridades por el arresto. Nikki llega al lugar a bordo de un Ford GT rojo, quien lo confronta inmediatamente, ya que cree que el jugador huyó con el dinero y que la abandonó en la cárcel. Después de ello, Cross se va del lugar, mientras se muestra que el M3 ha sido destruido de forma definitiva, por lo que ocupa un nuevo coche para reiniciar desde cero.
Darius le pide a Nikki llevarlo a un refugio cercano, donde le darán un coche nuevo ya que, ante los ojos de Darius, él ha salvado al protagonista de ser arrestado dos veces, por lo que va siendo hora "de devolver el favor", posteriormente le da un beso en la frente dejando en claro que ellos son pareja, ya que Nikki es la exnovia del protagonista.
Una vez llegado al refugio, Nikki le ofrece al jugador tres coches para iniciar su travesía, un Chevrolet Camaro SS de 1969, un Alfa Romeo Brera, y un Mazda RX-8, cuya elección definirá los coches a desbloquear en el futuro, así como el orden de rivales a vencer. Ahí mismo se conoce a Neville, quien servirá como su compañero de equipo, y quien le informa sobre los roles del compañero de equipo, que se resumen a ayudar al jugador a ganar a cualquier costo, o cuando este esté inhabilitado, ganar por cualquier modo necesario. Es aquí donde el jugador debe hacerse paso en Palmont City, y tomar el control de los territorios en posesión de 21st Street, T.F.K. y Bushido, cuyos lideres aún creen que el jugador se robó el dinero de la carrera y los vendió a la policía.
Conforme cada equipo es derrotado, y con el jugador tomando control del territorio respectivo, los compañeros de cada exjefe llaman al jugador para ofrecer sus servicios como Scouts, Cortacorrientes o Bloqueadores respectivamente, así como para darle información como testigos sobre lo sucedido en aquella fatídica carrera, ya que ellos creen que el jugador y los demás corredores fueron victima de alguien más.
Tras haber conquistado los territorios de Kempton, Fortuna y el Centro, Darius llama al jugador para felicitarlo y obsequiarle un "premio" por haberle devuelto el favor. Llegados ahí, se descubre que Darius le ha vendido al jugador a Cross, para así entregarlo, quedarse con sus coches, y los territorios que ahora controla, y así Stacked Deck, el equipo de Darius, tome el control de la ciudad entera, así como confirmarle que él movió los hilos necesarios para que en aquella carrera se atrapara a los demás corredores, hacer que el jugador huyera, manchando su reputación como un traidor y aparte robar el dinero de la carrera. Después de que Darius se marchara, Cross libera al jugador, ya que el cazarecompensas tuvo un trato secreto con Nikki, haciendo que el jugador y Nikki corrieran juntos a cambio de su liberación. Cross se marcha de manera definitiva, deseandole suerte al jugador, y dejando en claro que su asunto ya no era personal, solo buscando ser pagado por las recompensas que caza.
Ahora consciente de la verdad, Nikki se pone del lado del jugador para ayudarlo a tomar el control del último distrito de la ciudad, lo que lleva a Darius a reforzar su equipo con la ayuda de Kenji, Angie y Wolf para evitar esto. El jugador finalmente derrota a Darius y su equipo, obteniendo el control de todo el territorio de Palmont y ganando la factura de propiedad del Audi Le Mans quattro de Darius, a pesar de que Darius les advierte que disfruten de su victoria antes de que alguien más rápido que ellos se haga cargo, mientras este se marcha de la ciudad para jamás volver.

## Modos de juego
Como en las versiones anteriores, aparte de las carreras rápidas, se cuenta con 3 modos de juego. Las pruebas son las mismas que en su predecesor (Circuito, Sprint, Radar de velocidad y Punto de control), con excepción del modo Aceleración el cual es reemplazado por el modo Derrape, en el cual se debe lograr el mayor puntaje de derrapes en un circuito cerrado o en el cañón; y el modo Vuelta Knockout que no aparece.

### Carrera
Es el modo historia del juego, el principal del mismo, donde se va progresando en la trama, y a través del que se van realizando progresos que permiten desbloquear nuevas opciones para utilizar a lo largo de las demás opciones del juego.

### Carrera Rápida
Este es el modo "Arcade" de Need for Speed, que nuevamente retoma el ambiente nocturno de Need for Speed: Underground 2, solo un poco más silencioso y menos sobresaliente que antes.

### Serie de retos
Este modo comprende distintos tipos de desafió entre pistas de Drift, Punto de control, Persecución, carreras de cañón entre otras. En este caso cada reto está dividido en 3 etapas las cuales son Bronce, Plata y Oro. Si se completan las 3 etapas con éxito se pueden obtener distintas bonificaciones de manera similar al modo de tarjetas de recompensa pudiendo ser autos especiales para el modo carrera rápida, piezas de personalización entre otros beneficios.

### Tarjetas de recompensa
En este modo especial y que se mantiene vigente en la carrera, se tiene algunos desafíos que, al cumplirlos, darán una cuarta parte de la tarjeta la cual se debe ir completando, y al tener la tarjeta completa, dará acceso a alguna recompensa como pueden ser coches que se pueden usar en carrera rápida, piezas exclusivas, entre otras cosas.

## Lista de automóviles
Las pandillas de la ciudad usan tres clases de autos: tuners, muscles y exotics. Cabe destacar también que se dividen en tres niveles. Con Wolf, Kenji y Angie se utilizan vehículos de nivel 1 o 2 y con Darius niveles 3.
Para conducir, se pueden escoger diferentes modos para hacerlo: con la cámara lejos, cerca, cofre (también llamado capó) y defensa. Asimismo. sonará un tipo de música de acuerdo a la clase que se conduzca, pudiendo desactivar esta característica para oír todas las pistas del juego.

### Tuners
Los Tuners se componen de automóviles deportivos y turismos japoneses, además de algunos modelos que son de procendencia europea. El fuerte y la clave de estos autos solo es su increíble maniobrabilidad, aunque su velocidad máxima y aceleración son su mayor debilidad. Su estrategia de uso es solo manejar a toda velocidad en las curvas, inclusive en las más cerradas, para así poder tener una ventaja en los tramos rectos. Al escoger esta clase como primera opción, Kenji será el primer rival a vencer. La música escuchada al usar estos autos es Electrónica y Trance.
Nivel 1
- 2006 Mazda 3 MPS
- 2003 Mazda RX-8 SE3P I
- 1989 Nissan 240SX SE S13
- 1999 Lexus IS 300 JCE10

Nivel 2
- 1992 Mazda RX-7 FD3S
- 1997 Mitsubishi Eclipse GSX D33A
- 2006 Mitsubishi Eclipse GT 4G DK2A
- 2003 Renault Clio Sport V6 Phase III
- 1986 Toyota Corolla GT-S AE86
- 1992 Toyota MR2 Turbo Rev.3 W20
- 2005 Volkswagen Golf R32 MK-5

Nivel 3
- 2002 Infiniti G35
- 2005 Mitsubishi Lancer Evolution IX MR-Edition CT9A
- 2003 Nissan 350Z Touring Z33
- 1999 Nissan Skyline GT-R R34 V-Spec I
- 2006 Subaru Impreza WRX STi GDB-F
- 1998 Toyota Supra Turbo S2 A80

### Muscles
Los Muscles son los grandes vehículos de 8 cilindros (exceptuando al Dodge Viper SRT-10 con motor V10). En su mayoría son estadounidenses. Al igual que los exotic, estos tienden a alcanzan una velocidad máxima alta, solo que estos lo hacen en cuestión de segundos gracias a su potente aceleración en velocidad recta o al menos en su gran mayoría, aunque es un poco difícil controlarlos, ya que tienden a subvirar demasiado, sobre todo en las curvas más cerradas, siendo una gran desventaja en las carreras del cañón. Su estrategia de manejo es aprovechar su potente aceleración y su manera de derrape para poder dar vuelta y salir de la curva a alta velocidad. Al escoger esta clase como primera opción, Angie será la primera rival a vencer. La música escuchada al usar estos es Rock.
Nivel 1
- 1966 Chevrolet Camaro SS 396
- 1970 Chevrolet Chevelle SS 454
- 2005 Chrysler 300C Hemi SRT8

Nivel 2
- 1970 Dodge Challenger R/T 440
- 1969 Dodge Charger R/T 426
- 2005 Dodge Charger SRT8 LX
- 2005 Ford Mustang GT S197
- 1969 Plymouth Road Runner 383
- 2005 Pontiac GTO
- 2005 Vauxhall Monaro VXR

Nivel 3
- 2006 Chevrolet Camaro Concept
- 2005 Chevrolet Corvette C6 Z06
- 2006 Dodge Challenger Concept
- 2002 Dodge Viper SRT-10 ZB-I
- 1970 Plymouth Hemi 'Cuda 426
- 1967 Shelby GT500 428
- 2006 Ford Shelby GT500 S197-I

### Exotics
Los Exotics son los superdeportivos, coches de lujo y casi de ensueño. La gran mayoría de estos autos son europeos. Su fuerte es la velocidad máxima, su manejo es más fácil que los de categoría Muscle, pero no tanto como un Tuner. Su estrategia de manejo es parecida al Tuner y con una aceleración que casi llega al nivel del muscle; solo hay que aprender a graduar el acelerador. Es la mejor clase del juego en cuanto a coches se refiere, son bastante equilibrados y muy rápidos. Al escoger esta clase como primera opción, Wolf será el primer rival a vencer. La música al usar estos es Hip-Hop y Rap/Grime.
Nivel 1
- 2005 Alfa Romeo Brera 3.2 V6 JTS
- 2002 Mercedes-Benz CLK 500 C209

Nivel 2
- 2004 Aston Martin DB9
- 2005 Jaguar XK X150
- 2003 Mercedes-Benz SL65 AMG R230
- 2004 Lotus Elise 111R S2
- 2006 Lotus Europa S
- 2005 Porsche Cayman S 987.1

Nivel 3
- 2003 Audi Le Mans Quattro Concept
- 2001 BMW M3 GTR-E46
- 2004 Ford GT 5.4 i V8
- 2006 Koenigsegg CCX
- 2003 Mercedes-Benz SLR McLaren C199
- 2003 Lamborghini Gallardo 5.0 V10
- 2006 Lamborghini Murciélago LP640
- 2001 Lamborghini Murciélago 6.2 VT
- 2005 Pagani Zonda F
- 2006 Porsche 911 GT3 RS 997
- 2006 Porsche 911 Turbo 997
- 2003 Porsche Carrera GT 980

### Policías y Tránsito
Nivel 0
- Dump Truck
- Fire Truck

Nivel 2
- Police SUV
- Police Pontiac GTO (Modelo de 2005)

Nivel 3
- Police Civic Cruiser
- Bounty hunter Cross Corvette C6 Z06

A diferencia de Need for Speed: Most Wanted y otros NFS antes de este, donde los autos no están organizados por clase y nivel, aquí sí se tiene un orden para poder comprar y usar los autos (siendo éste desde Need for Speed: Hot Pursuit 2). Esto también significa que los autos contra los que se competirá serán de acuerdo al nivel del auto en uso (por ejemplo, no permitiendo que autos de nivel 3 compitan con autos de nivel 1).
Las opciones de personalización y mejora del rendimiento se hacen dentro del mismo garaje, donde se descuenta la cantidad de dinero por mejora adquirida. Ahora también se puede fabricar las piezas de personalización para el vehículo tales como espóileres, faldones, capós y llantas, usando la herramienta Autosculpt: conseguir un "tuneo" mucho más personal, aparte de las opciones de rendimiento, visuales y piezas secundarias predeterminadas.

## Niveles de persecución
Al ser perseguido por la policía, a medida que se cometen delitos como andar a exceso de velocidad o chocar contra la policía, la presión sobre el conductor irá en aumento, durante el tiempo que dure la persecución, a diferencia de la entrega anterior, la policía en esta ocasión no cuenta con el helicóptero de la policía.
- Condición 1: En esta condición la Patrulla Ciudadana, Police Civic Cruiser estará al mando. Son ágiles (manejo) y rápidos (aceleración), pero su velocidad máxima se retiene (dignos de ser tuners nivel 3, aunque son claramente inspirados en los Ford Crown Victoria). Son fáciles de inmovilizar y fáciles de perder, van en grupos máximo de 5 autos patrulla y los refuerzos llegan en 3 minutos.

- Condición 2: En esta condición la Patrulla Ciudadana de Incógnito entra en acción con el mismo modelo de auto que los policías de Condición 1, pero estos son de pintura totalmente negra y las sirenas las tendrán dentro del auto patrulla, similares a los autos que utiliza el FBI. Esta vez no son tan fáciles de inmovilizar y alcanzaran altas velocidades. Los bloqueos aparecerán también, pero muy pocas veces. Van en grupos de máximo 10 autos patrulla y los refuerzos también tardan 3 minutos en llegar.

- Condición 3: La Patrulla Estatal estará al mando de la persecución. Son muscles nivel 2 Pontiac GTO (Modelo de 2005), muy rápidos y alcanzan altas velocidades, pero su manejo se retiene. Son un poco difíciles de inmovilizar. Los Rhinos Police SUV (muscles nivel 2) también aparecerán pero solamente para chocarte por el frente, corriendo velocidades de aproximadamente 200 km/h. Los bloqueos serán más frecuentes (tanto de Patrulla Estatal como de Rhinos). Van en grupos de máximo 15 autos patrulla y los refuerzos tardan 2 minutos 30 segundos en llegar.

- Condición 4: La Patrulla Estatal de Incógnito entra en acción. Son el mismo modelo de autos que los policías de Condición 3 y de la misma forma en cuanto a pintura y sirenas que los policías de Condición 2, pero aún más rápidos y más potentes; aparecerá una nueva formación de bloqueos, esta vez se incluirán las Bandas de Clavos (si el jugador lo llega a pisar su auto correrá sin llantas, corriendo un grave peligro de ser atrapado) y estarán acompañadas tanto de las Patrulla Estatal de Incógnito como de los Rhinos (los Rhinos son más pesados que en la Condición 3). Van en grupos de máximo 20 autos patrulla y los refuerzos también tardan 2 minutos 30 segundos en llegar.

- Condición 5: Si se llega a esta condición la Patrulla Federal estará al mando. Son muscles nivel 3, Police Chevrolet Corvette C6 de color blanco; son demasiado rápidos ya que estarán equipados con nitroso y supercargador. Son muy difíciles de inmovilizar y los bloqueos serán aún más frecuentes, al igual que las Bandas de Clavos. Los Rhinos aparecerán por el frente para chocarte y son aún más pesados que en las otras dos condiciones. Muy rara vez aparecerá el Cazarrecompensas Cross para dirigir la persecución, el auto de Cross (Chevrolet Corvette C6) es un poco ágil y potente ya que solo va a contar con supercargador y siempre mantendrá su cierta distancia con el jugador. Van en grupos de máximo 25 autos patrulla y los refuerzos tardaran 1 minuto 30 segundos en llegar.

## Banda sonora
A diferencia de Need for Speed: Most Wanted, las canciones se dividen acorde a la clase del vehículo manejado. La banda sonora principal (el tema y las canciones de menú) fue compuesta por el grupo inglés Ekstrak. Durante las carreras, dichos temas también son interactivos y varían cuando el jugador va en una posición ajena al primer lugar y cuando la carrera está a punto de terminar.
Para las persecuciones, se usan canciones instrumentales creadas por Paul Linford, retomando las canciones interactivas (el primer juego de la saga en usarlo fue Need For Speed III: Hot Pursuit) ajustándose al momento de la persecución (Enfriamiento, inicio de la persecución, a punto de ser arrestado, arresto, etc).
Las canciones interactivas se retomaron del juego, Need for Speed: Most Wanted. También parte de la canción "The Most Wanted" es usada solo para el inicio de la primera persecución. Este juego también tiene canciones interactivas para las carreras, tanto en la ciudad como en los desafíos de Canyon, que son compuestas por Trevor Morris.

## Desarrollo
Need for Speed: Carbon se mostró por primera vez en el montaje de EA en la E3 de E3 2006 de Nintendo y fue la historia de portada en el número de la revista Game Informer de julio de 2006. Carbon es el primero de la serie Need for Speed que se publicaría para consolas de séptima generación como PlayStation 3 y Wii, y también el último de la serie que se lanzarón para Xbox, GameCube y Game Boy Advance. Carbon presenta algunos de los autos de sus predecesores; es decir, Need for Speed: Underground 2 y Need for Speed: Most Wanted, pero también incorpora muchas adiciones nuevas que incluyen el Audi Le Mans quattro, el Chrysler 300C SRT 8, el Chevrolet Chevelle SS y el Alfa Romeo Brera. Carbon presenta a la actriz y modelo canadiense Emmanuelle Vaugier como Nikki, la principal fuente de ayuda y aliada del jugador en la historia del modo Carrera. El juego está disponible para su uso con Mac OS X. Need for Speed: Carbon debutó en el número uno en la lista de juegos de todos los formatos del Reino Unido en su primera semana de lanzamiento, superando a Pro Evolution Soccer de Konami.
Carbon también fue el primer juego de la serie en presentar animaciones detalladas de personajes para Windows y lanzamientos de séptima generación usando captura de movimiento facial, donde modelos en el juego de personajes como Neville, Wolf, Angie y Kenji aparecen en escenas en tiempo real burlándose o comentando al jugador en una carrera o en ciertos puntos. Sin embargo, esto se ha omitido en las versiones de sexta generación y Wii debido a las limitaciones de la plataforma.
El Need for Speed: Carbon Collector's Edition incluye 4 autos exclusivos, 10 autos preajustados, 6 nuevas carreras, 3 eventos de desafío únicos, 10 vinilos únicos y un Bonus DVD que muestra la creación de Carbon y muestra todos los coches utilizados en el juego. La Edición de coleccionista también presenta un arte de caja alternativo y una funda con acabado metálico que encierra el estuche del juego. Aunque la edición para Mac no muestra el título de la Collector's Edition, contiene todas las características de la Collector's Edition. La versión descargada del juego incluye el Ultimate Performance Kit, 2006 Pagani Zonda F y el Dodge Challenger R/T de 1971. EA Arcades lanzó una versión arcade del mismo nombre en 2008. La Collector's Edition no está disponible para PS3.
La versión arcade fue desarrollada por Global VR.

## Recepción
Need for Speed: Carbon recibió críticas generalmente positivas. IGN le dio a la versión para PC un 8.2 de 10 y la versión de PlayStation 3 a 7,9 sobre 10 citando "no es revolucionario, no es brillante, pero es bueno, una carrera profunda". GameSpot elogió la adición de más clips de película, personalización y una jugabilidad sólida, pero fue crítico sobre las frustrantes batallas contra jefes y la infrautilización de las persecuciones policiales.
Electronic Gaming Monthly le dio al juego una puntuación media de 8.0. Daniel Wilks de Hyper elogió el juego por su "gran mundo de juego", pero lo critica por su "fácil, mecánica de pista de derrape chupada [y] actores de cinemáticas". El programa de entrevistas de videojuegos australiano Good Game le dio al juego un 5/10.
Need for Speed: Carbon ha vendido 3.2 millones de copias en Estados Unidos. Su versión de PlayStation 2 recibió un premio de ventas "Double Platinum" de la Entertainment and Leisure Software Publishers Association (ELSPA), indicando ventas de al menos 600,000 copias en el Reino Unido.